# Jack Harvey
Jack Harvey (ur. 15 kwietnia 1993 w Bassingham, Lincolnshire) – brytyjski kierowca wyścigowy.

## Kariera

### Formuła BMW
Jack karierę rozpoczął w roku 2002, od startów w kartingu. W 2009 roku zadebiutował w serii samochodów jednomiejscowych – Europejskiej Formule BMW. Największym sukcesem Harveya było zwycięstwo w drugim wyścigu na holenderskim torze w Zandvoort, po starcie z pole position. Z pierwszej pozycji startował również w sobotnich zmaganiach, na torze Monza, jednak wyścig zakończył na piątej lokacie. Zdobyte punkty uplasowały go na 7. miejscu. Anglik zaliczył także udział w jednej rundzie azjatyckiej edycji, na singapurskim torze Marina Bay Street Circuit (zajął czwartą i trzynastą pozycję). Nie był jednak liczony do klasyfikacji końcowej.
W drugim sezonie startów, Brytyjczyk walczył o tytuł mistrzowski z Holendrem Robinem Frijnsem. Początkowo Jack pewnie prowadził w klasyfikacji generalnej, mając na koncie pięć zwycięstw w siedmiu startach. Ostatecznie jednak okazał się słabszy od Robina w drugiej połowie sezonu i przegrał z nim rywalizację o tytuł różnicą jedenastu punktów. W ostateczności zwyciężał siedmiokrotnie, a także osiem razy startował z pierwszej pozycji.

### Formuła 3
W roku 2011 Harvey podpisał kontrakt z mistrzowskim zespołem Carlin Motorsport, na udział w Brytyjskiej Formule 3. Spośród sześciu zawodników ekipy Trevora Carlina, Jack okazał się najsłabszy. Wyniki poprawiły się w drugiej fazie mistrzostw, kiedy to pięciokrotnie znalazł się na podium. Jedyne zwycięstwo osiągnął w drugim wyścigu, na torze w Rockingham. Uzyskane punkty sklasyfikowały go na 9. miejscu.
W następnym sezonie Brytyjskiej Formule 3 Harvey był już zawodnikiem dominującym. Dorobek 319 punktów po 7 zwycięstwach w sezonie dał mu mistrzowski tytuł.

### Seria GP3
Harvey zadebiutował w serii GP3 w sezonie 2013. I tu trafił na zespół mistrzowski - ART Grand Prix. W ciągu szesnastu wyścigów, w których wystartował, dwukrotnie wygrywał i trzykrotnie stawał na podium. Z dorobkiem 114 punktów uplasował się na piątej pozycji w klasyfikacji generalnej.

## Statystyki
| Sezon | Seria                  | Zespół             | Wyścigi | Zwycięstwa | PP | NO | Punkty | Poz. koń. |
| ----- | ---------------------- | ------------------ | ------- | ---------- | -- | -- | ------ | --------- |
| 2009  | Europejska Formuła BMW | Fortec Motorsport  | 16      | 1          | 2  | 1  | 149    | 7         |
| 2009  | Formuła BMW Pacyfiku   | Eurasia Motorsport | 2       | 0          | 0  | 0  | 0†     | NS†       |
| 2010  | Europejska Formuła BMW | Fortec Motorsport  | 14      | 7          | 8  | 7  | 372    | 2         |
| 2011  | Brytyjska Formuła 3    | Carlin Motorsport  | 30      | 1          | 0  | 5  | 112    | 9         |
| 2012  | Brytyjska Formuła 3    | Carlin Motorsport  | 29      | 7          | 9  | 5  | 319    | 1         |
| 2013  | Seria GP3              | ART Grand Prix     | 16      | 2          | 0  | 1  | 114    | 5         |

- † – Harvey nie był klasyfikowany.

## Wyniki w GP3
| Legenda oznaczeń w tabelach wyników Wyświetl szablon na nowej stronie | Legenda oznaczeń w tabelach wyników Wyświetl szablon na nowej stronie                                                                     |
| Oznaczenie                                                            | Wyjaśnienie |
| --------------------------------------------------------------------- | --- |
| Złoty                                                                 | Zwycięzca lub mistrzostwo |
| Srebrny                                                               | 2. miejsce lub wicemistrzostwo |
| Brązowy                                                               | 3. miejsce lub II wicemistrzostwo |
| Zielony                                                               | Ukończył, punktował (w klasyfikacji generalnej, gdy zdobył co najmniej jeden punkt na przestrzeni sezonu, poza trzema powyższymi opcjami) |
| Niebieski                                                             | Ukończył, nie punktował (w klasyfikacji generalnej, gdy nie zdobył co najmniej jednego punktu na przestrzeni sezonu)                      |
| Czerwony                                                              | Nie zakwalifikował się (NZ) |
| Czerwony                                                              | Nie prekwalifikował się (NPK) |
| Różowy                                                                | Nie ukończył (NU) |
| Różowy                                                                | Niesklasyfikowany (NS) (w klasyfikacji generalnej, gdy nie został sklasyfikowany w żadnym wyścigu sezonu)                                 |
| Czarny                                                                | Zdyskwalifikowany (DK) |
| Czarny                                                                | Wykluczony (WYK/EX) |
| Biały                                                                 | Nie wystartował (NW) |
| Biały                                                                 | Kontuzjowany (K/INJ) |
| Biały                                                                 | Wyścig odwołany (OD/C) |
| Bez koloru                                                            | Został wycofany (WYC/WD) |
| Bez koloru                                                            | Nie przybył (NP/DNA) |
| Bez koloru                                                            | Nie brał udziału w treningach (NT/DNP) |
| Bez koloru                                                            | Nie został zgłoszony (–) |
| Pogrubienie                                                           | Start z pole position |
| Kursywa                                                               | Najszybsze okrążenie wyścigu |
| †                                                                     | Nie ukończył, ale jego rezultat został zaliczony ze względu na przejechanie więcej niż 90% dystansu wyścigu.                              |
| *                                                                     | Sezon w trakcie |
| 1/2/3                                                                 | Punktowana pozycja w sprincie kwalifikacyjnym                                                                                             |
| Lista systemów punktacji Formuły 1                                    | |

| Rok  | Zespół         | Wyniki w poszczególnych eliminacjach | Wyniki w poszczególnych eliminacjach | Wyniki w poszczególnych eliminacjach | Wyniki w poszczególnych eliminacjach | Wyniki w poszczególnych eliminacjach | Wyniki w poszczególnych eliminacjach | Wyniki w poszczególnych eliminacjach | Wyniki w poszczególnych eliminacjach | Wyniki w poszczególnych eliminacjach | Wyniki w poszczególnych eliminacjach | Wyniki w poszczególnych eliminacjach | Wyniki w poszczególnych eliminacjach | Wyniki w poszczególnych eliminacjach | Wyniki w poszczególnych eliminacjach | Wyniki w poszczególnych eliminacjach | Wyniki w poszczególnych eliminacjach | Punkty | Pozycja |
| ---- | -------------- | ------------------------------------ | ------------------------------------ | ------------------------------------ | ------------------------------------ | ------------------------------------ | ------------------------------------ | ------------------------------------ | ------------------------------------ | ------------------------------------ | ------------------------------------ | ------------------------------------ | ------------------------------------ | ------------------------------------ | ------------------------------------ | ------------------------------------ | ------------------------------------ | ------ | ------- |
| 2013 | ART Grand Prix | ESP                                  | ESP                                  | VAL                                  | VAL                                  | GBR                                  | GBR                                  | DEU                                  | DEU                                  | HUN                                  | HUN                                  | BEL                                  | BEL                                  | ITA                                  | ITA                                  | ARE                                  | ARE                                  | 96     | 5       |
| 2013 | ART Grand Prix | 6                                    | 6                                    | 10                                   | 12                                   | 1                                    | 7                                    | 3                                    | 10                                   | 4                                    | 5                                    | NU                                   | NU                                   | 7                                    | 1                                    | 5                                    | 4                                    | 96     | 5       |